# Liste der Biografien/Gia
Liste der Biografien |
Portal Biografien |
Personensuche
# |
A |
B |
C |
D |
E |
F |
G |
H |
I |
J |
K |
L |
M |
N |
O |
P |
Q |
R |
S |
T |
U |
V |
W |
X |
Y |
Z |
?
 
Ga |
Gb |
Gc |
Gd |
Ge |
Gf |
Gh |
Gi |
Gj |
Gk |
Gl |
Gm |
Gn |
Go |
Gp |
Gq |
Gr |
Gs |
Gu |
Gv |
Gw |
Gy |
Gz
 
Gia |
Gib |
Gic |
Gid |
Gie |
Gif |
Gig |
Gih |
Gij |
Gik |
Gil |
Gim |
Gin |
Gio |
Gip |
Gir |
Gis |
Git |
Giu |
Giv |
Giw |
Giy |
Giz
Die Liste der Biografien führt alle Personen auf, die in der deutschsprachigen Wikipedia einen Artikel haben. Dieses ist eine Teilliste mit 300 Einträgen von Personen, deren Namen mit den Buchstaben „Gia“ beginnt.

## Gia
- Gia Long (1762–1820), vietnamesischer Kaiser, erster Kaiser der Nguyễn-Dynastie (1802–1820)

### Giab
- Giabbani, Anselmo (1908–2004), italienischer Priester, Generalprior des Kamaldulenser
- Giabbani, Gwen (* 1972), französischer Motorradrennfahrer
- Giabiconi, Baptiste (* 1989), französisches ModelBaptiste Giabiconi (* 1989)

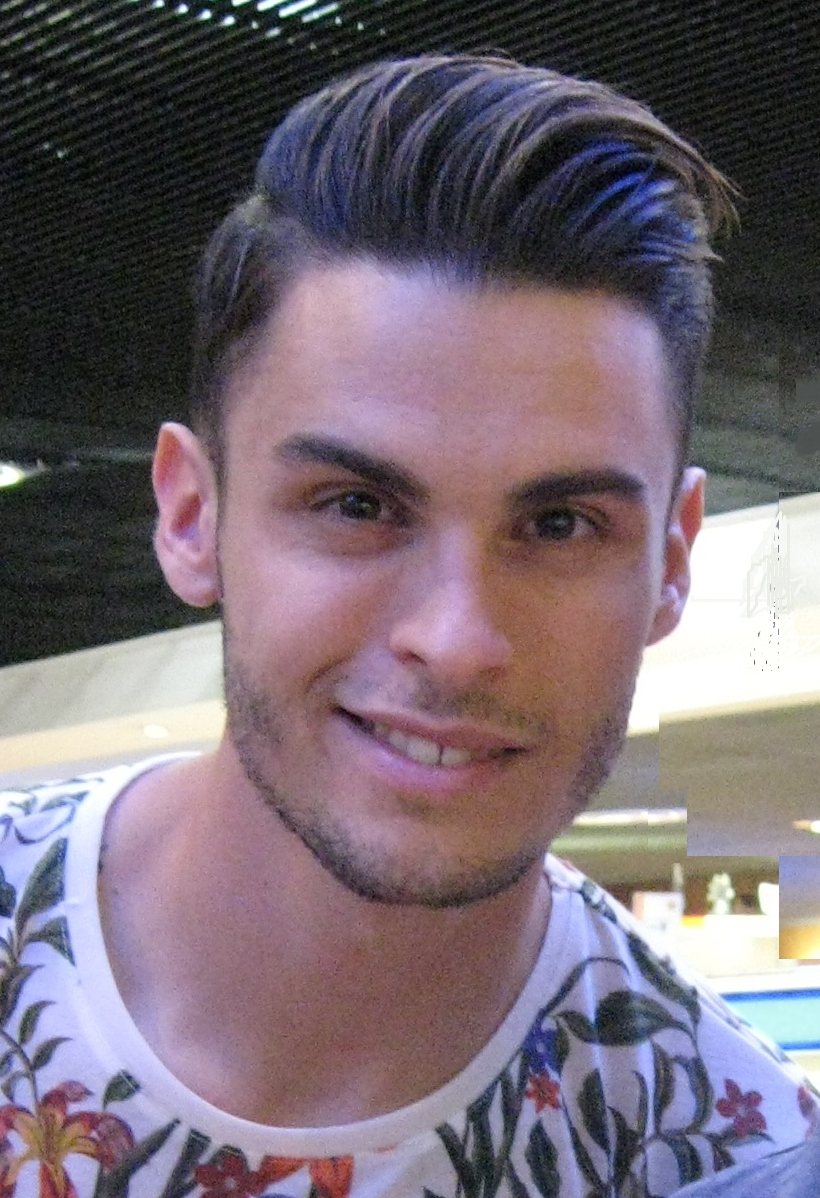
Baptiste Giabiconi (* 1989)

### Giac
- Giacalone, Alberto (1891–1980), italienischer Filmverleiher und Filmproduzent
- Giacché, Óscar (1923–2005), argentinischer Radrennfahrer
- Giacché, Vladimiro (* 1963), italienischer Philosoph und Wirtschaftswissenschaftler
- Giaccherini, Emanuele (* 1985), italienischer Fußballspieler
- Giacchero, Franco (1925–2012), italienischer Radrennfahrer
- Giacchetta, Simone (* 1969), italienischer Fußballspieler und Sportdirektor
- Giacchino, Anthony (* 1969), US-amerikanischer Dokumentarfilmer
- Giacchino, Michael (* 1967), amerikanischer Komponist von Soundtracks
- Giaccio, Olivia (* 2000), US-amerikanische Freestyle-Skisportlerin
- Giaccone, Enrico (1890–1923), italienischer Automobilrennfahrer
- Giaccone, Mario (* 1945), italienischer Radrennfahrer
- Giaccone, Philip (1932–1981), US-amerikanischer Mobster
- Giacconi, Riccardo (1931–2018), italienisch-amerikanischer Astrophysiker
- Giachery, Ugo (1896–1989), italienischer Bahai und einer der zwölf Hände der Sache Gottes
- Giachetti, Fosco (1900–1974), italienischer Schauspieler
- Giachetti, Roberto (* 1961), italienischer Politiker
- Giachin, Lucio, italienischer Filmregisseur
- Giachino, Jean-Paul (* 1963), französischer Biathlontrainer
- Giachino, Luigi Maria, italienischer Filmregisseur und Drehbuchautor
- Giacinti, Jorge (* 1974), argentinischer Radrennfahrer
- Giacinti, Valentina (* 1994), italienische FußballspielerinValentina Giacinti (* 1994)

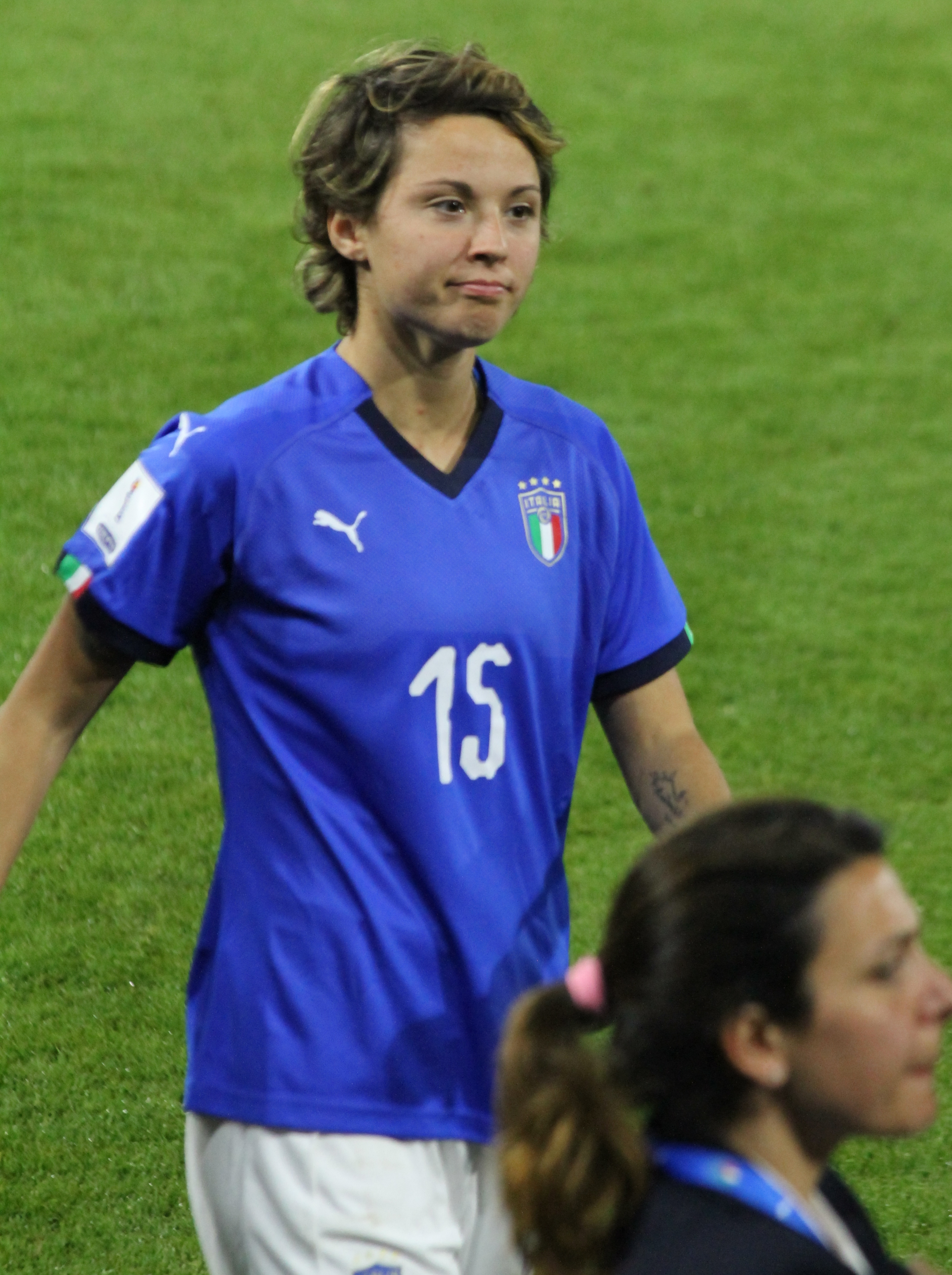
Valentina Giacinti (* 1994)

- Giacobazzi, Cristoforo († 1540), Kardinal der Römischen Kirche
- Giacobazzi, Domenico (1444–1528), Kardinal der Römischen Kirche
- Giacobbe, Juan Francisco (1907–1990), argentinischer Komponist, Musikwissenschaftler und Musikpädagoge
- Giacobbe, Luigi (1907–1995), italienischer Radrennfahrer
- Giacobbi, Girolamo († 1628), italienischer Kantor, Kapellmeister und Komponist
- Giacobbi, Paul (* 1957), französischer Politiker, Mitglied der Nationalversammlung
- Giacobbi, Paul Joseph Marie (1896–1951), französischer Politiker, Senator, Mitglied der Nationalversammlung und Minister
- Giacobbi, Tiziano (* 1962), san-marinesischer Fußballspieler
- Giacobbo, Viktor (* 1952), Schweizer Autor, Kabarettist, Moderator und SchauspielerViktor Giacobbo (* 1952)

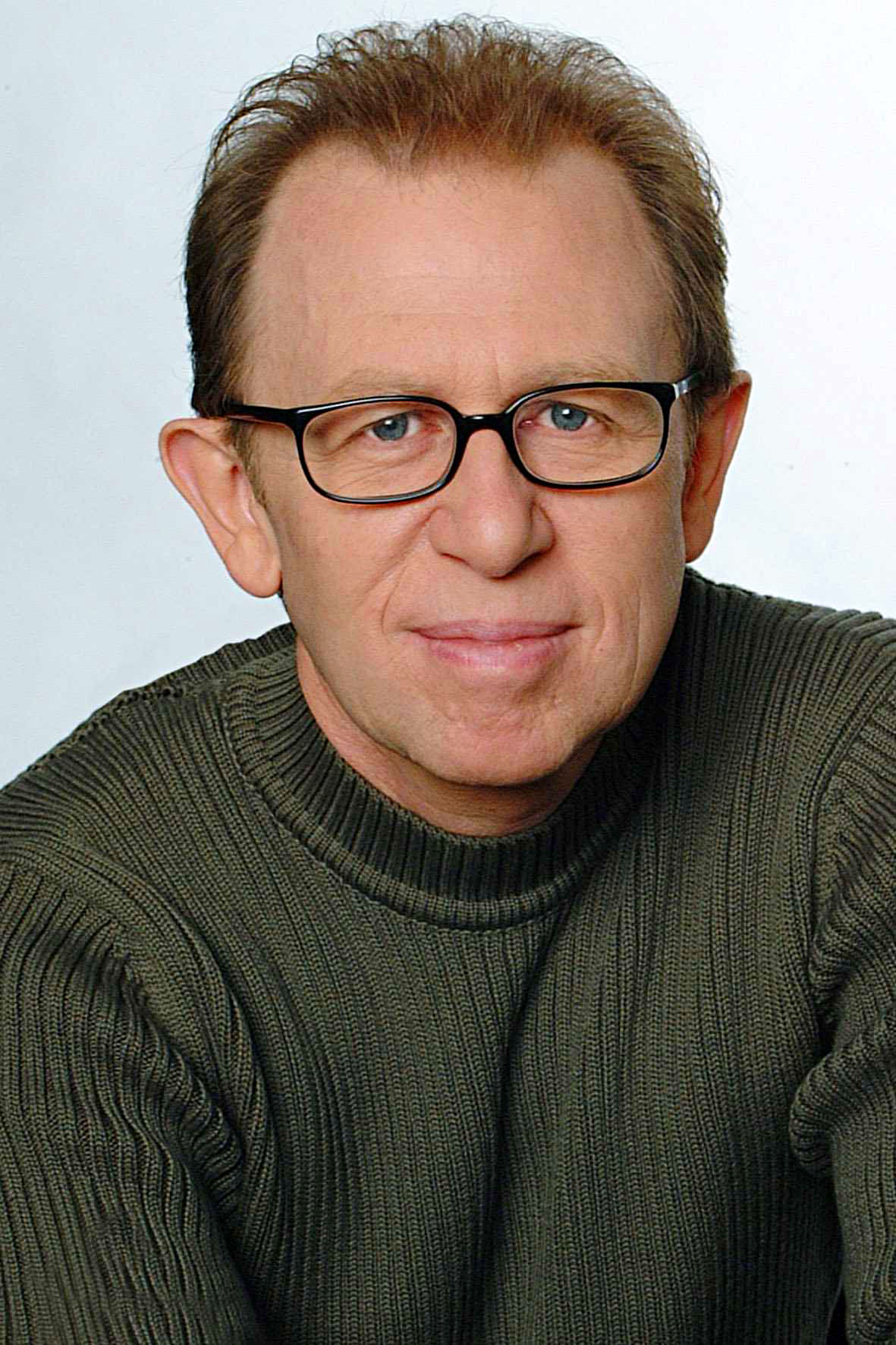
Viktor Giacobbo (* 1952)

- Giacobini, Michel (1873–1938), französischer Astronom
- Giacobino, Élisabeth (* 1946), französische Physikerin
- Giacobone, Nicolás, argentinischer Drehbuchautor
- Giacoletto, Lawrence J. (1916–2004), amerikanischer Elektrotechnik-Ingenieur und Erfinder
- Giacomazzi, Giovanni (1928–1995), italienischer Fußballspieler
- Giacomazzi, Guillermo (* 1977), uruguayischer Fußballspieler
- Giacomel, Tommaso (* 2000), italienischer Biathlet
- Giacomelli, Bruno (* 1952), italienischer Formel-1-Rennfahrer
- Giacomelli, Francesco (* 1957), italienischer nordischer Skisportler
- Giacomelli, Geminiano (1692–1740), italienischer Opernkomponist und Gesangslehrer
- Giacomelli, Giorgio (1930–2017), italienischer Diplomat
- Giacomelli, Guido (* 1980), italienischer Skibergsteiger
- Giacomelli, Hector (1822–1904), französischer Zeichner und Illustrator
- Giacomelli, Louis von (1858–1918), österreichisch-italienischer Architekt und Bauingenieur
- Giacomelli, Mario (1925–2000), italienischer Fotograf
- Giacometti, Alberto (1901–1966), Schweizer Künstler und PlastikerAlberto Giacometti (1901–1966)

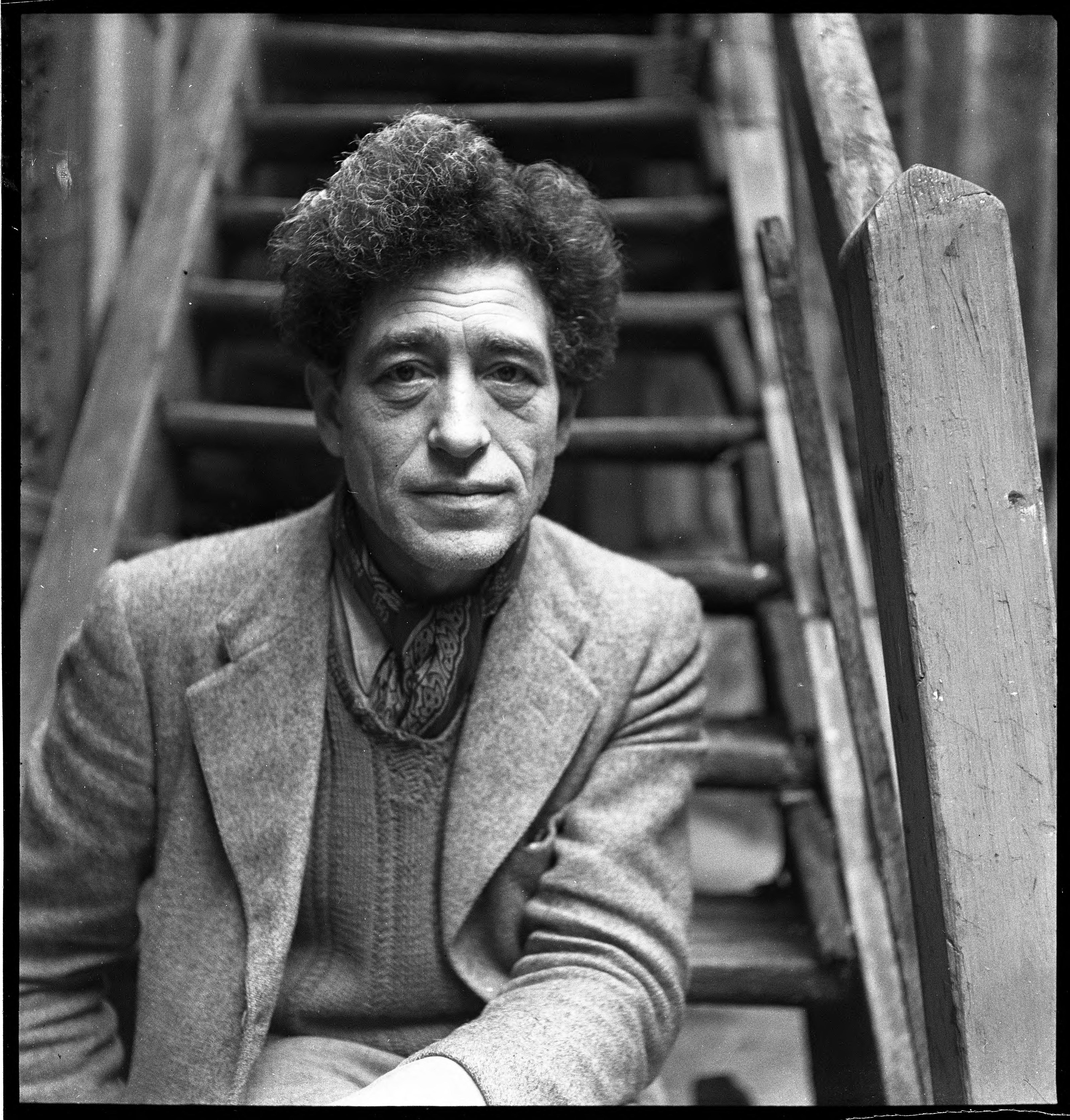
Alberto Giacometti (1901–1966)

- Giacometti, Anna (* 1961), Schweizer Politikerin (FDP)
- Giacometti, Augusto (1877–1947), Schweizer Maler
- Giacometti, Bruno (1907–2012), Schweizer Architekt
- Giacometti, Diego (1902–1985), Schweizer Künstler und Plastiker
- Giacometti, Giovanni (1868–1933), Schweizer Maler und Grafiker
- Giacometti, Michel (1929–1990), französischer Ethnologe
- Giacometti, Paolo (1816–1882), italienischer Dramatiker
- Giacometti, Zaccaria (1893–1970), Schweizer Rechtswissenschaftler
- Giacomi, Joachim de (1858–1921), Schweizer Arzt und Mäzen
- Giacomin, Eddie (* 1939), kanadischer Eishockeyspieler
- Giacomini, Gianni (* 1958), italienischer Radrennfahrer
- Giacomini, Gino (1878–1962), san-marinesischer Politiker, Außenminister
- Giacomini, Giordano, san-marinesischer Politiker
- Giacomini, Giuseppe (1940–2021), italienischer Opernsänger (Tenor)
- Giacomini, Remy (1910–2001), san-marinesischer Politiker
- Giacomino da San Giorgio († 1494), italienischer Rechtswissenschaftler und Gelehrter
- Giacomino, Daniel (* 1964), argentinischer Politiker
- Giacomo da Campione († 1398), italienischer Bildhauer und Architekt der Gotik
- Giacomo da Lentini, italienischer Notar und Dichter
- Giacomo Del Maino († 1505), italienischer Bildhauer und Architekt der Renaissance
- Giacomo della Marca († 1476), Franziskanerbruder
- Giacomo d’Itri († 1393), italienischer Geistlicher
- Giácomo, Vanessa (* 1983), brasilianische Schauspielerin
- Giacomotti, Félix Henri (1828–1909), französischer Maler
- Giacomuzzi, Peter (* 1955), österreichischer Schriftsteller aus Südtirol
- Giacomuzzi, Zeno (1932–2023), italienischer Politiker (Südtirol)
- Giacone, Ellen (* 1982), italienisch-niederländische Sopranistin
- Giacone, Giovanni (1900–1964), italienischer Fußballspieler
- Giacoppo, Anthony (* 1986), australischer Radrennfahrer
- Giacopuzzi, Marco (* 1964), deutscher Dokumentarfilmer und Autor
- Giacosa, Dante (1905–1996), italienischer Automobildesigner
- Giacosa, Giuseppe (1847–1906), italienischer Dichter, Schauspieler und Librettist
- Giacosi, Luigi (1899–1975), italienischer Filmschaffender
- Giaculli, Francesco (* 1928), italienischer Filmproduzent und -regisseur

### Giae
- Giæver, Ingrid (* 1991), norwegische Schauspielerin
- Giaever, Ivar (1929–2025), norwegisch-US-amerikanischer PhysikerIvar Giaever (1929–2025)

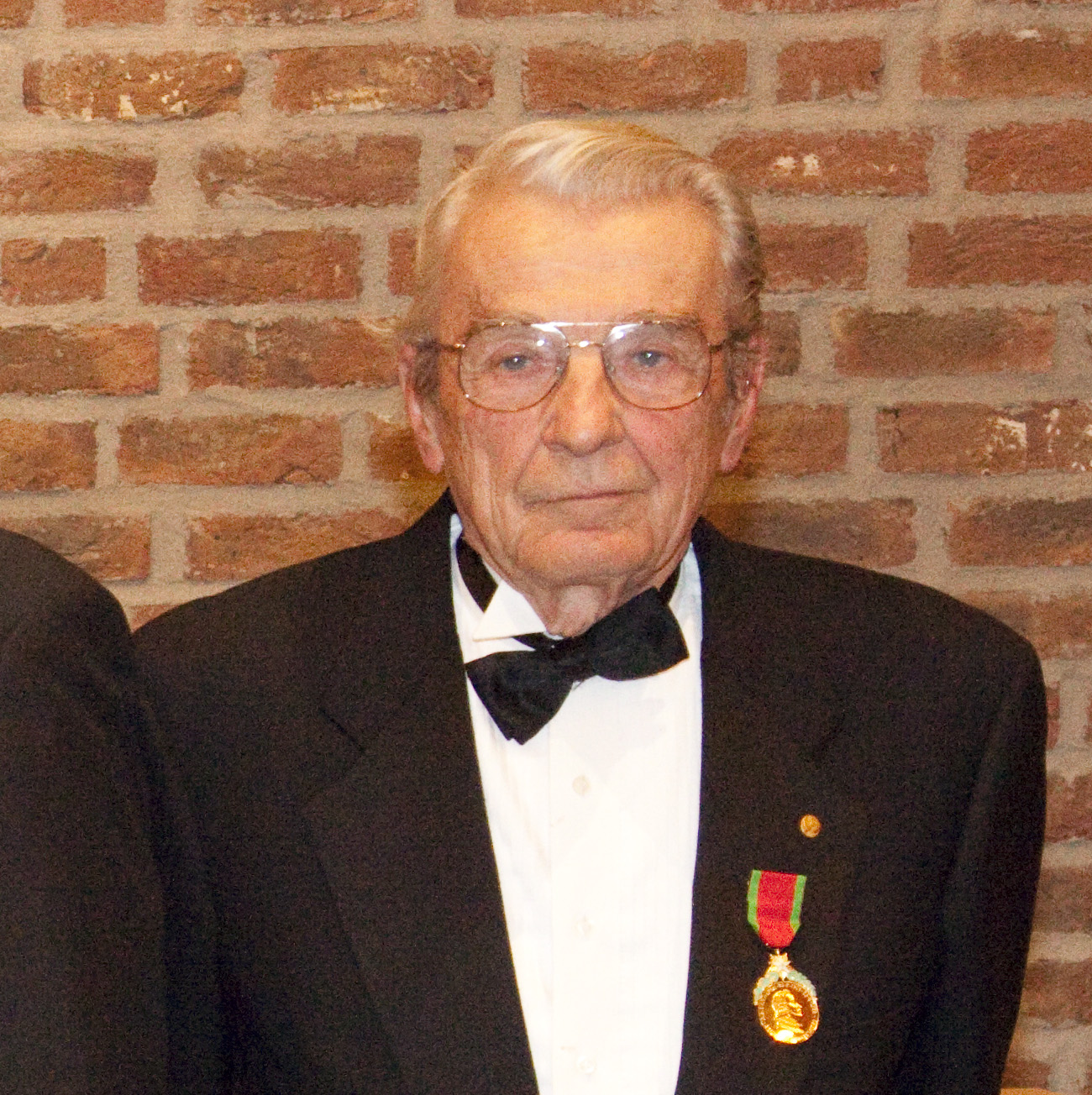
Ivar Giaever (1929–2025)

### Giag
- Giagni, Gianfranco (* 1952), italienischer Filmregisseur
- Giagnoni, Gustavo (1932–2018), italienischer Fußballspieler und -trainer

### Giai
- Giaimi, Luca (* 2005), italienischer Bahnradsportler
- Giaimo, Robert (1919–2006), US-amerikanischer Politiker
- Giaiotti, Bonaldo (1932–2018), italienischer Opernsänger (Bass)

### Giak
- Giakoumakis, Georgios (* 1994), griechischer Fußballspieler
- Giakoumis, Pantaleon (* 1958), deutscher Politologe, Landesgeschäftsführer Europa Union Deutschland Europäische Bewegung NRW

### Gial
- Gialdini, Guido (1880–1943), deutscher Kunstpfeifer (Pfeifkünstler)
- Giallanza, Gaetano (* 1974), italienischer Fußballspieler
- Giallatini, Alessandro (* 1975), italienischer Fußballschiedsrichterassistent
- Giallelis, Stathis (* 1941), griechischer Schauspieler
- Giallinas, Angelos (1857–1939), griechischer Aquarellmaler
- Giallini, Marco (* 1963), italienischer SchauspielerMarco Giallini (* 1963)

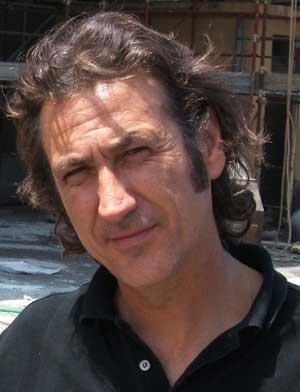
Marco Giallini (* 1963)

- Giallorenzo, Mariano (* 1982), italienischer Radrennfahrer
- Giallorenzo, Paul, US-amerikanischer Jazzmusiker
- Giallurachis, Elina (* 2001), französische Stabhochspringerin

### Giam
- Giamalis, Georgios (1907–1985), griechischer Fußballspieler
- Giamatti, A. Bartlett (1938–1989), US-amerikanischer Literaturhistoriker, Universitätspräsident und Sportfunktionär
- Giamatti, Marcus (* 1961), US-amerikanischer Schauspieler
- Giamatti, Paul (* 1967), US-amerikanischer SchauspielerPaul Giamatti (* 1967)

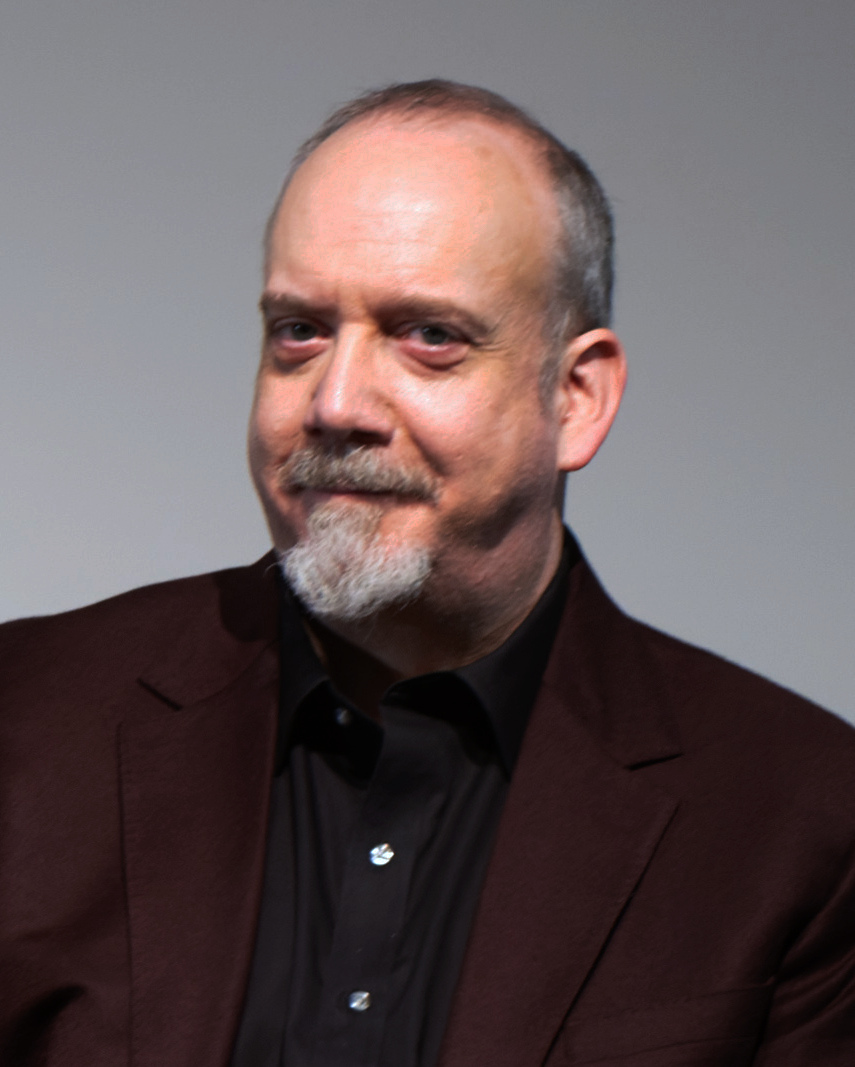
Paul Giamatti (* 1967)

- Giambastiani, Edmund P. (* 1948), US-amerikanischer Admiral, siebter stellvertretender Vorsitzender der Joint Chiefs of Staff
- Giambelli, Agostino (1891–1978), italienischer Bauingenieur und Politiker
- Giambelli, Federigo, italienischer Kriegsbaumeister
- Giambelli, Miguel Maria (1920–2010), italienischer Geistlicher, Bischof von Bragança do Pará
- Giamberti, Giuseppe, italienischer Kapellmeister und Komponist
- Giambi, Jason (* 1971), US-amerikanischer Baseballspieler
- Giambone, Eusebio (1903–1944), italienischer Widerstandskämpfer gegen den Nationalsozialismus
- Giambonini, Domenico (1868–1956), Schweizer Sportschütze
- Giambono, Michele († 1462), venezianischer Maler und Mosaizist
- Giambrone, Sean (* 1999), US-amerikanischer Schauspieler und Synchronsprecher
- Giambruno, Cyro (1898–1948), uruguayischer Politiker
- Giambullari, Pierfrancesco (1495–1555), italienischer Schriftsteller
- Giammalva, Sam (* 1934), US-amerikanischer Tennisspieler
- Giammalva, Sammy (* 1963), US-amerikanischer Tennisspieler
- Giammalva, Tony (* 1958), US-amerikanischer Tennisspieler
- Giammarco, David, Tontechniker
- Giammarco, Maurizio (* 1952), italienischer Jazzmusiker
- Giammaria, Raffaele (* 1977), italienischer Rennfahrer
- Giammartini, Laurent (* 1967), französischer Rollstuhltennisspieler
- Giammattei, Alejandro (* 1956), guatemaltekischer Politiker und Mitglied der konservativen Partei Vamos
- Giammona, Katja (* 1975), deutsche Schauspielerin italienischer Abstammung
- Giampalmo, Livia (* 1941), italienische Schauspielerin, Synchronsprecherin, Filmregisseurin und Drehbuchautorin
- Giampaoli Zonca, Christine (* 1993), spanische Rallyefahrerin
- Giampaoli, Pietro (1898–1998), italienischer Medailleur und Graveur
- Giampaolo, Marco (* 1967), italienischer Fußballspieler und -trainer
- Giampietrino, italienischer Maler
- Giampietro, Alexander (1912–2010), italoamerikanischer Bildhauer
- Giampietro, Joseph (1866–1913), österreichischer Operettensänger

### Gian
- Gian, Joseph (* 1961), US-amerikanischer Film- und Fernsehschauspieler
- Gianadda, Léonard (1935–2023), Schweizer Journalist, Unternehmer, Bauingenieur und Mäzen
- Giancana, Sam (1908–1975), US-amerikanischer Mafiaboss in ChicagoSam Giancana (1908–1975)

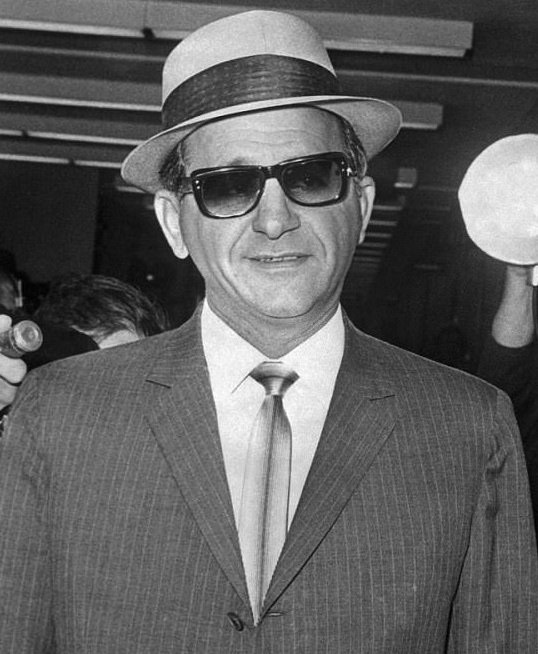
Sam Giancana (1908–1975)

- Giancaro, Pia (* 1950), italienische Schauspielerin
- Giancecchi, Pietro (1922–2005), san-marinesischer Politiker
- Giancola, Donato (* 1967), US-amerikanischer Maler
- Gianella, Carlo (1778–1863), italienischer Ingenieur
- Gianella, Felice (1829–1898), Schweizer Anwalt, Richter, Politiker, Tessiner Grossrat und Staatsrat
- Gianella, Ferdinando (1837–1917), Schweizer Architekt, Ingenieur und Politiker
- Gianella, Giampiero (* 1952), Schweizer Politiker
- Gianella, Luigi, italienischer Komponist und Flötist der Klassik
- Gianelli, Antonio Maria (1789–1846), italienischer Bischof, Ordensgründer und Heiliger
- Gianelli, Pietro (1807–1881), italienischer Geistlicher, Kurienkardinal
- Gianello, Matteo (* 1976), italienischer Fußballspieler
- Gianesini, Giulia (* 1984), italienische Skirennläuferin
- Gianessi, Lazare (1925–2009), französischer Fußballspieler
- Gianetti, Mauro (* 1964), Schweizer RadrennfahrerMauro Gianetti (* 1964)

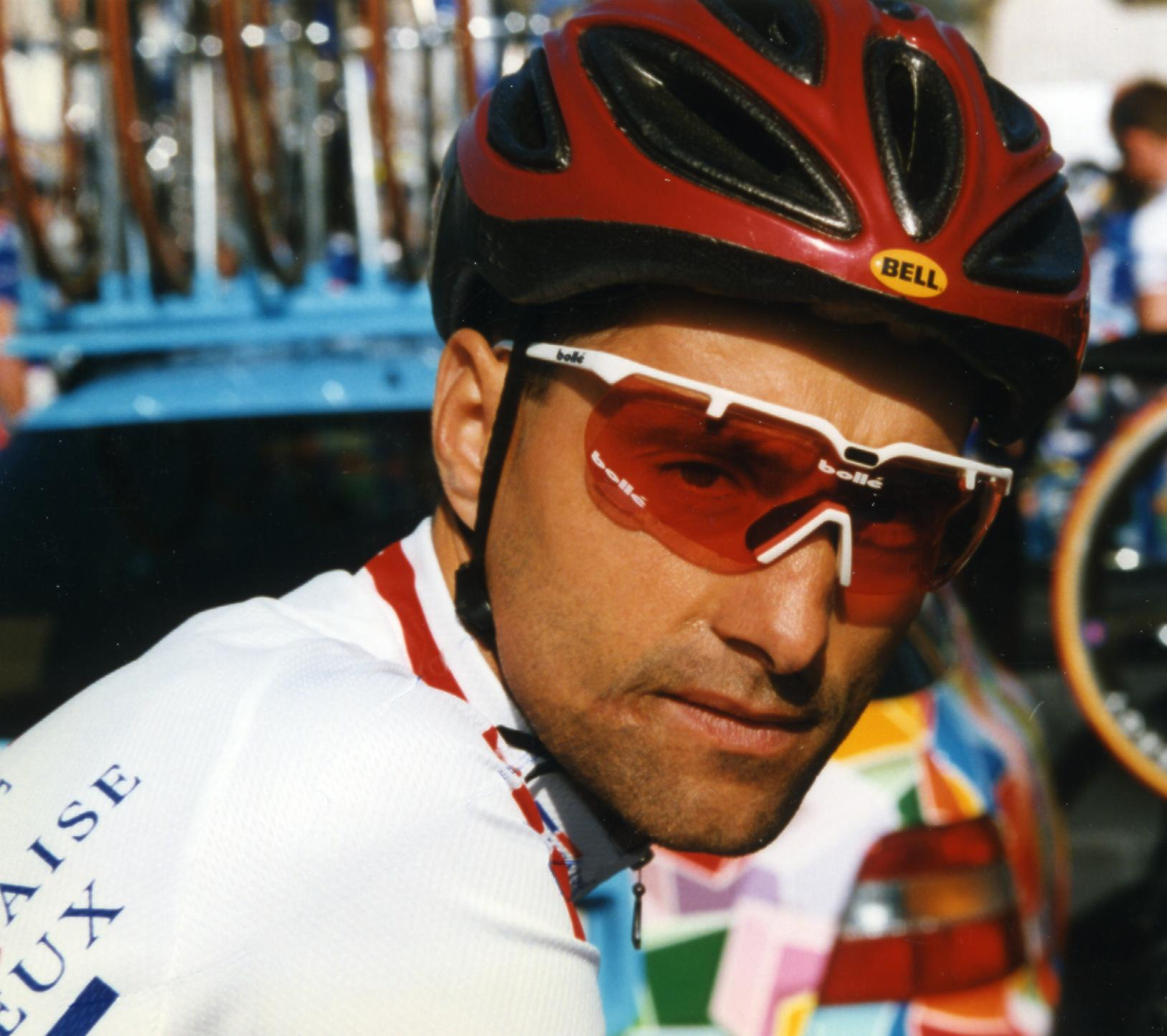
Mauro Gianetti (* 1964)

- Gianetti, Noé (* 1989), Schweizer Radrennfahrer
- Gianfermi, Fabrice, französischer Filmproduzent
- Gianforte, Greg (* 1961), US-amerikanischer Politiker der Republikanischen Partei
- Gianfranceschi, Giuseppe (1875–1934), italienischer Jesuit, Physiker und Universitätsrektor
- Gianfreda, Sandra (* 1972), Schweizer Kunsthistorikerin
- Giang Văn Dũng (* 2001), vietnamesischer Mittelstreckenläufer
- Giang, Chau (* 1955), US-amerikanischer Pokerspieler
- Giangrande, Giuseppe (1926–2013), italienischer Altphilologe
- Giangrande, Meredith (* 1981), US-amerikanische Schauspielerin und Model
- Giangrasso, Vanessa (* 1990), italienische Fußballspielerin
- Giangreco Campiz, Camila (* 1996), paraguayische Tennisspielerin
- Giani, Alois Maria (1912–1998), deutscher Schauspieler, Hörspiel- und Synchronsprecher
- Giani, Andrea (* 1970), italienischer Volleyballspieler und -trainer
- Giani, Caspar (1830–1895), Kaufmann
- Giani, Domenico (* 1962), italienischer Polizist, Leiter des Gendarmeriekorps der Vatikanstadt
- Giani, Eugenio (* 1959), italienischer Politiker
- Giani, Felice (1758–1823), italienischer Maler und Innenarchitekt
- Giani, Leonhard (1865–1933), deutscher Kommunalpolitiker
- Giani, Louis (1934–2021), US-amerikanischer Ringer
- Giani, Paul Leo (* 1942), deutscher Jurist und Politiker (SPD)
- Gianikian, Yervant (* 1942), italienischer Filmemacher und Videokünstler
- Gianinazzi, Carlo Antonio (1936–2014), Schweizer Maler, Kunstkritiker und Schriftsteller
- Gianini Belotti, Elena (1929–2022), italienische Pädagogin, Schriftstellerin und Feministin
- Gianini, Ernst von (1719–1775), österreichischer Feldmarschallleutnant
- Gianini, Giulio (1927–2009), italienischer Filmregisseur und Kameramann
- Giankovits, Vladimiros (* 1990), griechischer Basketballspieler
- Gianmaria (* 2002), italienischer Popsänger
- Gianmoena, Veronica (* 1995), italienische Nordische Kombiniererin und Skispringerin
- Giannakis, Panagiotis (* 1959), griechischer Basketballspieler und -trainer
- Giannakopoulos, Stelios (* 1974), griechischer Fußballspieler
- Giannakou, Marietta (1951–2022), griechische Politikerin (Nea Demokratia), MdEP
- Giannandrea, John (* 1965), britischer Programmierer und Entwickler
- Giannantoni, Gabriele (1932–1998), italienischer Philosoph und Politiker, Mitglied der Camera dei deputati
- Giannantonio, Fabio Di (* 1998), italienischer MotorradrennfahrerFabio Di Giannantonio (* 1998)

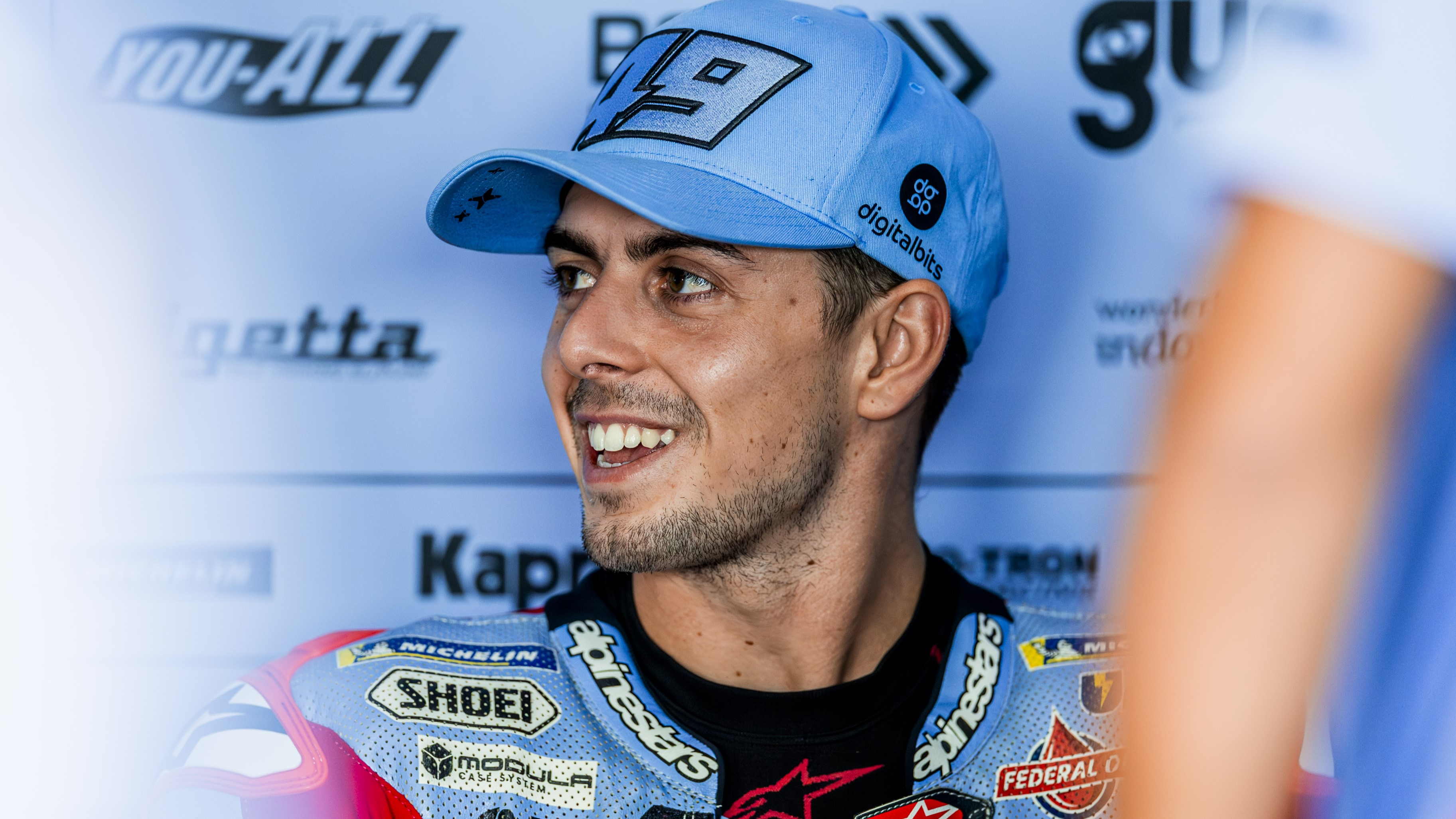
Fabio Di Giannantonio (* 1998)

- Giannantonio, Pompeo (1923–2001), italienischer Romanist und Italianist
- Giannarelli, Ansano (1933–2011), italienischer Dokumentarfilmer
- Giannarelli, Roberto (* 1957), italienischer Filmregisseur
- Giannaros, James (* 1952), australischer Snooker- und English-Billiards-Spieler
- Giannatelli, Roberto (1932–2012), italienischer Ordensgeistlicher, römisch-katholischer Theologe, Kommunikationswissenschaftler
- Giannattasio, Carmen (* 1975), italienische Opernsängerin (Sopran)
- Giannattasio, Luis (1894–1965), uruguayischer Politiker
- Giannattasio, Pasquale (1941–2002), italienischer Sprinter
- Giannattasio, Ugo (1888–1958), italienischer Maler, Schriftsteller und Kunstkritiker
- Giannelli, Fred (* 1960), US-amerikanischer Musiker, Produzent und Labelbetreiber
- Gianneo, Luis (1897–1968), argentinischer Komponist
- Giannessi, Alessandro (* 1990), italienischer Tennisspieler
- Giannetta, Maria Chiara (* 1992), italienische SchauspielerinMaria Chiara Giannetta (* 1992)

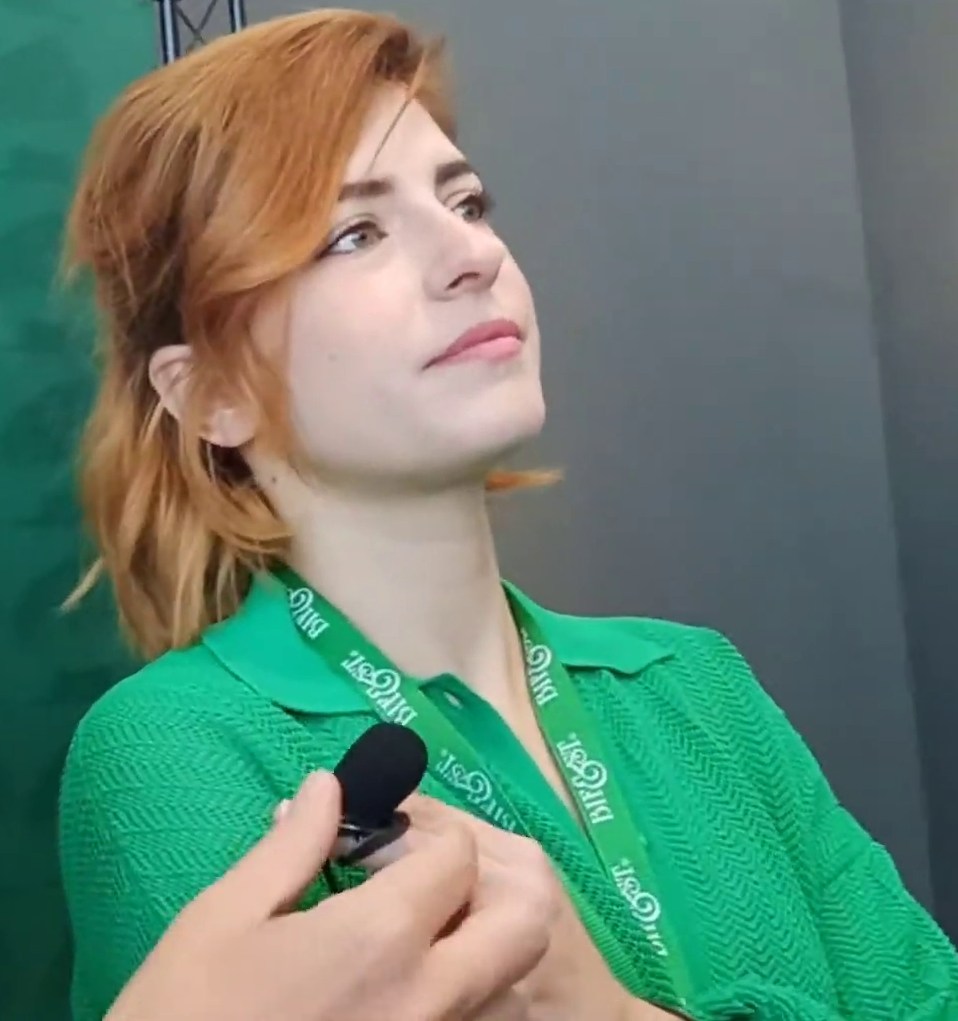
Maria Chiara Giannetta (* 1992)

- Giannettasio, Nicolò Partenio (1648–1715), italienischer Jesuit, Universalgelehrter und neulateinischer Dichter
- Giannetti, Alfredo (1924–1995), italienischer Drehbuchautor und Filmregisseur
- Giannetti, Matt (* 1984), US-amerikanischer Pokerspieler
- Giannettini, Antonio (1648–1721), italienischer Organist, Kapellmeister und Komponist
- Giannetto, Filippo (1640–1702), italienischer Maler des Barock
- Gianni, Armando Umberto (* 1939), italienischer Ordensgeistlicher, emeritierter römisch-katholischer Bischof von Bouar
- Gianni, Francesco (1750–1822), italienischer Improvisator
- Gianni, Gary (* 1954), US-amerikanischer Comiczeichner und Illustrator
- Gianni, Gola, österreichischer Rapper
- Giannichedda, Giuliano (* 1974), italienischer Fußballspieler
- Giannikis, Argirios (* 1980), griechisch-deutscher Fußballtrainer
- Giannini, Cheryl (* 1948), US-amerikanische Schauspielerin
- Giannini, Dusolina (1899–1986), -italienisch-US-amerikanisch Opernsängerin (Sopran)
- Giannini, Ettore (1912–1990), italienischer Theaterregisseur und Filmschaffender
- Giannini, Eugenio (1910–1952), US-amerikanischer Mobster
- Giannini, Filippo (1923–2012), italienischer Geistlicher, römisch-katholischer Weihbischof in Rom
- Giannini, Frediano (1861–1939), italienischer Ordensgeistlicher, Kurienerzbischof der römisch-katholischen Kirche
- Giannini, Frida (* 1972), italienische Modedesignerin
- Giannini, Giancarlo (* 1942), italienischer Schauspieler und SynchronsprecherGiancarlo Giannini (* 1942)

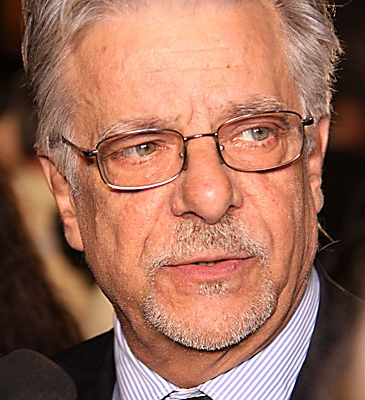
Giancarlo Giannini (* 1942)

- Giannini, Giuseppe (* 1964), italienischer Fußballspieler und -trainer
- Giannini, Guglielmo (1891–1960), italienischer Dramatiker, Drehbuchautor, Theater- und Filmregisseur und Autor
- Giannini, Marcello (1913–1985), italienischer Filmschaffender
- Giannini, Nino (1894–1978), italienischer Film- und Synchronregisseur
- Giannini, Paolo (1920–2006), italienischer Ordensgeistlicher, Abt von Santa Maria di Grottaferrata
- Giannini, Stefania (* 1960), italienische Hochschullehrerin und Politikerin
- Giannini, Vittorio (1903–1966), US-amerikanischer Komponist
- Giannini, Walter (1914–2003), Angestellter der Kinderhilfe des Schweizerischen Roten Kreuzes (SRK), Gerechter unter den Völkern
- Giannini-Aeppli, Emma (1917–1987), Schweizer Kinder- und Flüchtlingshelferin
- Gianniotas, Giannis (* 1993), griechischer Fußballspieler
- Gianniotis, Andreas (* 1992), griechischer Fußballtorhüter
- Gianniotis, Spyros (* 1980), griechischer Schwimmer
- Gianniotti, Giacomo (* 1989), kanadisch-italienischer SchauspielerGiacomo Gianniotti (* 1989)

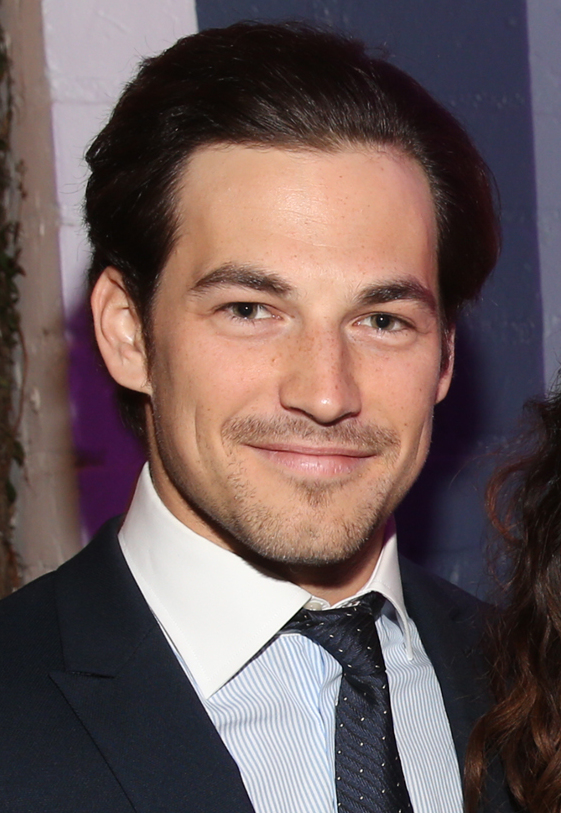
Giacomo Gianniotti (* 1989)

- Giannitsis, Tasos (* 1944), griechischer Wirtschaftswissenschaftler und Politiker
- Giannoli, Xavier (* 1972), französischer Regisseur und Drehbuchautor
- Giannone, Pietro (1676–1748), italienischer Schriftsteller
- Giannone, Salvatore (1936–2024), italienischer Sprinter
- Giannoni, Carl (1867–1951), österreichischer Historiker und Denkmalschützer
- Giannoni, Giovanni (* 1948), san-marinesischer Politiker
- Giannopoulos, Charalampos (* 1989), griechischer Basketballspieler
- Giannopoulos, Giorgos (* 1954), griechischer Politiker
- Giannopoulou, Konstantina (* 1994), griechische Leichtathletin
- Giannotti, Aldo (* 1977), italienisch-österreichischer Künstler
- Giannotti, Donato (1492–1573), italienischer politischer Philosoph und Autor von Theaterstücken
- Giannouli, Tania (* 1977), griechische Komponistin und Pianistin (auch Improvisationsmusik)
- Giannoulis, Dimitrios (* 1995), griechischer Fußballspieler
- Giannoulis, Konstantinos (* 1987), griechischer Fußballspieler
- Gianola, Ezio (* 1960), italienischer Motorradrennfahrer
- Gianola, Ivano (* 1944), Schweizer Architekt
- Gianola, Julina (* 2002), Schweizer Eishockeyspielerin
- Gianola, Marc (* 1973), Schweizer Eishockeyspieler/Geschäftsführer HC Davos
- Gianoli, Pier Francesco (1624–1690), italienischer Maler
- Gianoncelli, Bernardo, italienischer Lautenist und Komponist des Barock
- Gianoni, Lavinia (1911–2005), italienische Turnerin
- Gianotti, Daniele (* 1957), italienischer römisch-katholischer Geistlicher, Bischof von Crema
- Gianotti, Fabiola (* 1960), italienische PhysikerinFabiola Gianotti (* 1960)

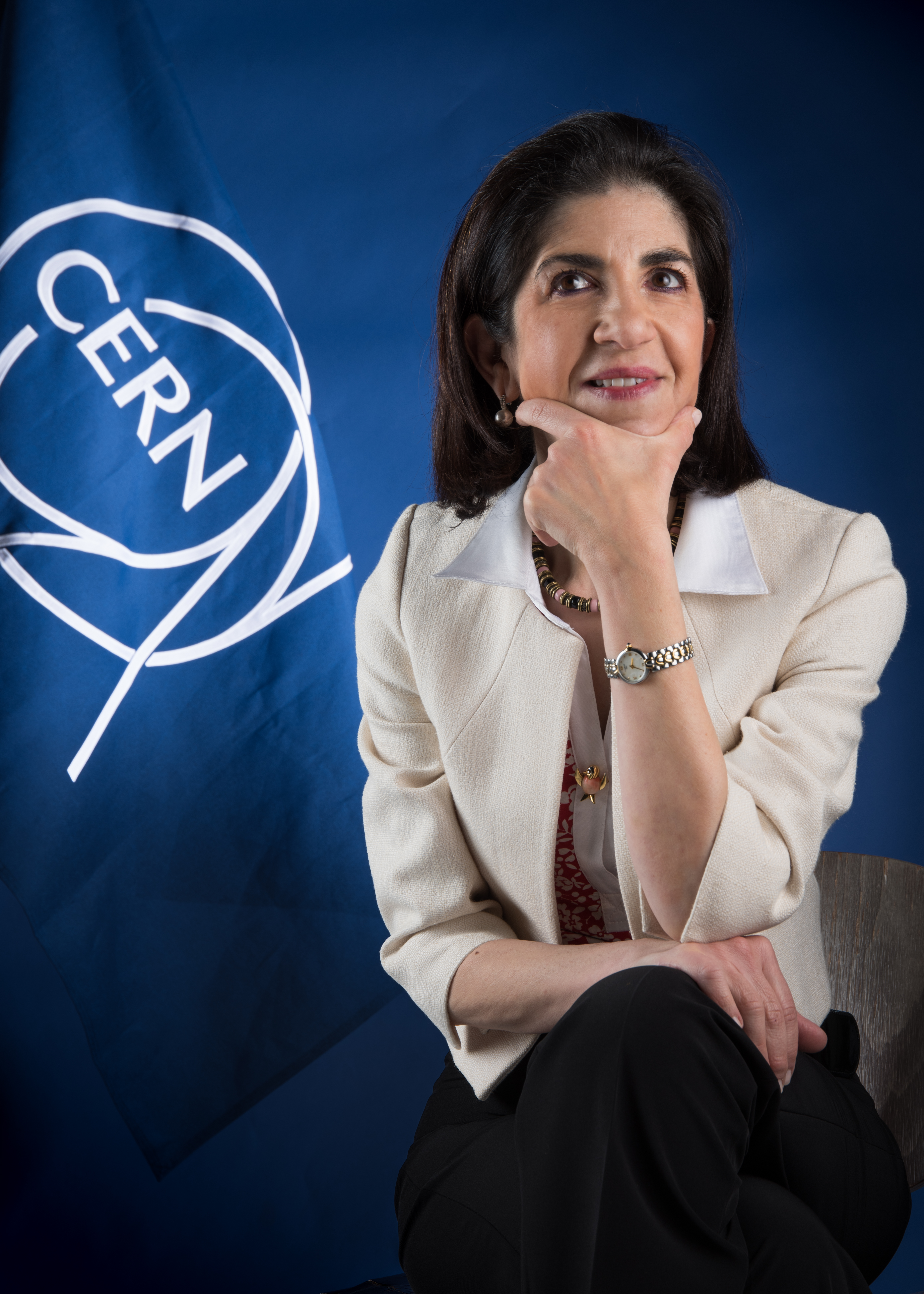
Fabiola Gianotti (* 1960)

- Gianotti, Gian (* 1949), Schweizer Theaterregisseur
- Gianquinto, Giobatta (1905–1987), italienischer Widerstandskämpfer, Bürgermeister von Venedig
- Giansanti, Gianni (1956–2009), italienischer Fotograf und Autor
- Giant Haystacks (1946–1998), britischer Wrestler und Schauspieler
- Giantomassi, Christian (* 1973), italienischer Boxer
- Gianturco, Emanuele (1857–1907), italienischer Politiker, Mitglied der Camera dei deputati

### Giao
- Giaoui, Déborah (* 1980), französische Volleyball- und Beachvolleyballspielerin

### Giap
- Giapapas, Sokrates (1937–2020), deutsch-griechischer Unternehmer

### Giaq
- Giaquinta, Carmelo Juan (1930–2011), argentinischer Geistlicher, Erzbischof von Resistencia
- Giaquinta, Mariano (* 1947), italienischer Mathematiker
- Giaquinto, Corrado (1703–1766), italienischer Rokoko-Maler

### Giar
- Giard, Alfred Mathieu (1846–1908), französischer Biologe
- Giard, Josephine (* 1996), deutsche Fußballspielerin
- Giarda, Luigi Stefano (1868–1952), italienischer Komponist, Cellist und Musikpädagoge
- Giarda, Mino (1928–2024), italienischer Drehbuchautor
- Giardello, Joey (1930–2008), US-amerikanischer Boxer
- Giardiello, Giuseppe (1877–1920), italienischer Maler
- Giardina, Camillo (1907–1985), italienischer Rechtshistoriker, Hochschullehrer und Politiker, Senator und Minister
- Giardina, Robert (* 1957), US-amerikanischer Schauspieler und Stand-up-Komiker
- Giardina, Roberto (* 1940), italienischer Journalist und Autor von Sachbüchern und Romanen
- Giardina, Timothy M., US-amerikanischer Vizeadmiral
- Giardina, Umberto (* 1979), italienischer Tischtennisspieler
- Giardinelli, Mempo (* 1947), argentinischer Schriftsteller
- Giardini, Felice (1716–1796), italienischer Violinist und Komponist
- Giardini, Gilberto (* 1964), italienisch-polnisch-deutscher bildender Künstler
- Giardini, Mario (1877–1947), italienischer römisch-katholischer Geistlicher, Diplomat des Heiligen Stuhls und Erzbischof von Ancona e Numana
- Giardino, Gaetano (1864–1935), italienischer Marschall und Senator
- Giardino, Vittorio (* 1946), italienischer Comiczeichner und -autor
- Giardullo, Joe (* 1948), amerikanischer Jazz- und Improvisationsmusiker und Komponist
- Giaretta, Diego (* 1983), brasilianischer Fußballspieler
- Giaro, Tomasz (* 1951), polnischer Rechtswissenschaftler
- Giarraputo, Jack, US-amerikanischer Filmproduzent

### Gias
- Giasoumi, Giasemakis (* 1975), zyprischer Fußballspieler
- Giasson, Jean-Louis (1939–2014), kanadischer Ordensgeistlicher und römisch-katholischer Bischof von Yoro

### Giau
- Giauque, Elsi (1900–1989), Schweizer Textilkünstlerin und Lehrerin
- Giauque, Fernand (1895–1973), Schweizer Bildender Künstler
- Giauque, Francis (1934–1965), Schweizer Schriftsteller
- Giauque, William Francis (1895–1982), US-amerikanischer Chemiker, Nobelpreisträger für Chemie

### Giav
- Giavara, Haley (* 2000), US-amerikanische Tennisspielerin
- Giaverini, Enrique (* 1908), chilenischer Boxer
- Giavotti, Luigina (1916–1976), italienische Turnerin

### Giay
- Giay, Giovanni Antonio (1690–1764), italienischer Komponist des Barock

### Giaz
- Giazintow, Erast Georgijewitsch (1859–1910), russischer Politiker
- Giazintowa, Sofja Wladimirowna (1895–1982), sowjetische Schauspielerin
- Giazitzidou, Christina (* 1989), griechische Ruderin
- Giazotto, Adalberto (1940–2017), italienischer Physiker
- Giazotto, Remo (1910–1998), italienischer Musikwissenschaftler